# Argon 18
 For alternative betydninger, se Argon.
Argon 18 er en canadisk cykelproducent, grundlagt i 1989 af den pensionerede cykelrytter Gervais Rioux i Montreal, Quebec. Navnet er afledt fra grundstoffet Argon, der er nummer 18 i det periodiske system. Cyklerne bliver designet med stel i kulfiber eller aluminium, og bliver solgt i mere end 50 lande. 
Argon 18 sponserer også professionelle cykelhold, og professionelle triatleter.